# Schmalfeld
Schmalfeld là một đô thị ở huyện Segeberg, bang Schleswig-Holstein Segeberg, ở bang Schleswig-Holstein, Đức. Đô thị Schmalfeld có diện tích 19,33 km², dân số thời điểm ngày 31 tháng 12 năm 2006 là 1967 người.